# Пепелово (Новгородская область)
Пепелово — деревня без постоянного населения в Окуловском муниципальном районе Новгородской области, относится к Боровёнковскому сельскому поселению.
Деревня расположена на Валдайской возвышенности на правом берегу Язовки, в 29 км к северо-западу от Окуловки (43 км по автомобильной дороге), до административного центра сельского поселения — посёлка Боровёнка 20 км (31 км по автомобильной дороге).
Неподалёку от Пепелова расположены деревни: Шарово (1 км) и Сельцо-Никольское (2 км) на юге, а также Буянцево в 2 км, на востоке.
| 2010 |
| ---- |
| 0    |

## История
До 2005 года деревня входила в число населённых пунктов подчинённых администрации Каёвского сельсовета.

## Транспорт
Ближайшая железнодорожная станция расположена в Боровёнке. Через деревню проходит автомобильная дорога Боровёнка — Висленев Остров — Любытино.